# Universidad Politécnica de Pénjamo
La Universidad Politécnica de Pénjamo (UPPe), es una institución de educación superior pública en áreas científicas-tecnológicas y empresariales, la máxima casa de estudios de la ciudad de Pénjamo en el estado mexicano de Guanajuato y de la región. 

## Historia
En un principio operó como una extensión de la Universidad Politécnica de Guanajuato, que tiene su sede en el municipio de Cortazar y su nombre cambió en el año 2010, cambiando el nombre Guanajuato por el de la ciudad en donde se encontrara un campus de la universidad.
Esta fue la segunda universidad en la ciudad de Pénjamo, por lo cual en pocos años aumentó la matrícula de estudiantes de manera considerable; actualmente se encuentran matriculados cerca de mil estudiantes. Estudiantes que provienen de la misma ciudad, así como de municipios del estado de Guanajuato, de Querétaro, Jalisco, Michoacán.
En la actualidad se ha convertido en un referente de educación a nivel regional y la construcción de nuevos edificios dentro de sus instalaciones son continuas, debido al demanda que tiene por su oferta académica.

## Carreras
Las carreras con las que cuenta la universidad son:
- Ingeniería en Biotecnología
- Ingeniería en Agroindustrial
- Ingeniería en Software
- Licenciatura en Administración y Gestión Empresarial
- Ingeniería Industrial
- Ingeniería en Logística y Transporte
- Ingeniería en Mecatrónica
- Ingeniería Automotriz

## Ubicación
Se localiza en la carretera Irapuato - La Piedad Km 44 Predio "El Derramadero", Municipio de Pénjamo, Gto., Tel: (469) 692.60.00

## Sitio web
[Universidad Politécnica de Pénjamo
- Datos: Q6156646